# Алексеев, Геннадий Алексеевич
Геннадий Алексеевич Алексеев (род. 7 октября 1945, в д. Семёновка, Канашский района Чувашской АССР, СССР) — депутат Государственной думы Российской Федерации I созыва (1993—1995), член фракции Выбор России. Народный депутат РСФСР.

## Биография
Родился в крестьянской семье, чуваш. В 1959 году окончил ГПТУ, работал водителем. В 1972 году заочно окончил Красноярский автодорожный техникум, по специальности — техник по эксплуатации автомобиля.
Работал мастером производственного обучения, преподавателем технической школы, механиком, начальником колонны в автотранспортных предприятиях Иркутска. До 1991 года входил в КПСС.
Избирался депутатом Иркутского областного и городского Советов. В 1990 году был избран народным депутатом РСФСР по Кировскому территориальному избирательному округу N384 Иркутской области. Был председателем подкомиссии Комиссии Совета Республики Верховного Совета РФ по транспорту, связи, информатике и космосу. Был членом Комиссии законодательных предположений при Президенте РФ, экспертом Администрации Президента РФ в Иркутске.
В октябре 1993 года, работая специалистом-экспертом Администрации Президента РФ, был включен в качестве кандидата в депутаты Государственной Думы в общефедеральный список кандидатов избирательного объединения «Выбор России». С марта 1994 года член инициативной группы партии Демократический выбор России. Член Комитета Государственной Думы по промышленности, строительству, транспорту и энергетике. Входил в состав фракций «Беспартийные депутаты» и «Коалиция реформ».
В апреле 1995 года стал одним из создателей Российской партии автомобилистов (РПА).